# Borobudur (plaats)
Borobudur is een bestuurslaag in het regentschap Magelang van de provincie Midden-Java, Indonesië. Borobudur telt 8558 inwoners (volkstelling 2010).